# Falana sordida
Falana sordida är en fjärilsart som beskrevs av Moore 1882. Falana sordida ingår i släktet Falana och familjen nattflyn. Inga underarter finns listade i Catalogue of Life.